# Skrivni dnevnik Hendrika Groena, starega 83 let in 1/4
Skrivni dnevnik Hendrika Groena, starega 83 let in 1/4 (v originalu nizozemsko Pogingen iets van het leven te maken: Het geheime dagboek van Hendrik Groen, 83¼ jaar) je roman, ki ga je leta 2014 izdal nizozemski pisatelj Peter de Smet pod psevdonimom Hendrik Groen.

## Zgodba
Hendrik Groen je oskrbovanec doma upokojencev v Amsterdamu. Kljub relativno visoki starosti se precej razlikuje od svojih sostanovalcev, saj je telesno in duševno v povsem dobrem stanju. V domu ga ob živce spravljajo ostali stanovalci, ki nenehno tarnajo in se pritožujejo, zaradi česar začne pisati dnevnik. S prihodom nove oskrbovanke, Eefje Brand, se v domu začnejo drugačni časi. Peščica optimistično mislečih oskrbovancev s Hendrikom na čelu ustanovi društvo Starine, ne pa crkovine, ki organizira zanimive izlete, s katerimi se jim vrača volja do življenja. Društvo ima osem glavnih pravil:
1. Cilj društva je z izleti polepšati življenje v zlatih letih.
2. Izleti se začnejo po enajsti uri ob ponedeljkih, sredah, četrtkih ali petkih.
3. Udeleženci ne smejo tarnati.
4. Treba je upoštevati različne zdravstvene omejitve.
5. Treba je upoštevati višino osnovne državne pokojnine.
6. Organizator vnaprej ne sme izdati več informacij, kot je nujno potrebno.
7. Ob upoštevanju točk od 2. do 6. je dovoljeno vse.
8. Vrata so zaprta. Do nadaljnjega ne sprejemamo novih članov.